# كريستيان وولف (ممثل صوت)
كريستيان وولف (بالألمانية: Christian Wolff)‏ (و. 1938  م) هو مؤدي أصوات، وممثل أفلام، وممثل مسرحي، وممثل تلفزي ألماني، ولد في برلين.

## جوائز
حصل على جوائز منها:

رومي ‏

## وصلات خارجية
- كريستيان وولف على موقع IMDb (الإنجليزية)
- كريستيان وولف على موقع مونزينجر (الألمانية)
- كريستيان وولف على موقع ألو سيني (الفرنسية)
- كريستيان وولف على موقع ميوزك برينز (الإنجليزية)
- كريستيان وولف على موقع أول موفي (الإنجليزية)
- كريستيان وولف على موقع قاعدة بيانات الأفلام السويدية (السويدية)
- كريستيان وولف على موقع قاعدة بيانات الفيلم (الإنجليزية)
- كريستيان وولف على موقع كينوبويسك (الروسية)